# Dózsa György-féle parasztfelkelés
A magyar parasztháború vagy Dózsa György-féle parasztháború egy mindössze néhány hónapig tartó (1514 áprilisa – júliusa), de annál véresebb megmozdulás volt Magyarország területén. A Bakócz Tamás esztergomi érsek által a törökök ellen összehívott paraszti keresztes sereg a hadjárat leállítása miatt a saját nemessége ellen fordult. A felkelés vezére Dózsa György székely katona volt. A parasztfelkelések bázisát nem szűkíthetjük kizárólag a jobbágyokra: a harcokban nagy számban vettek részt a mezővárosi árutermelő-kereskedő réteg képviselői és kisnemesek is.

## Előzmények

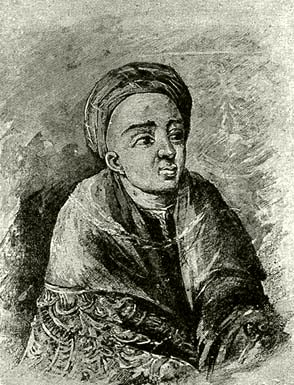
II. Ulászló magyar király

Hunyadi Mátyás 1490-ben bekövetkezett halála után a Jagelló-házi, elődjéhez képest gyengekezű II. Ulászló került a magyar trónra. A rendi országgyűléseken a bárók elérték, hogy a jobbágyok terhei növekedjenek. Az 1492-es országgyűlésen a király hivatalosan is lemondott jövedelmei egy részéről, mivel ezek nagy része már úgyis a bárókat gazdagította. Emellett kötelezővé tették a terménykilenced behajtását. Ezt a középnemesség harcolta ki, mert féltek, hogy jobbágyaik mezővárosokba vagy nagybirtokokra költöznek, ha tovább növelik szolgáltatásaikat. 1498-ban bevezették a szőlő és a föld utáni kilencedet, ezt pedig kiterjesztették a földbirtokosok földjét művelő városi polgárokra is. Szintén ezen az országgyűlésen határoztak a nemesség és a papság vám- és harmincadmentességéről.

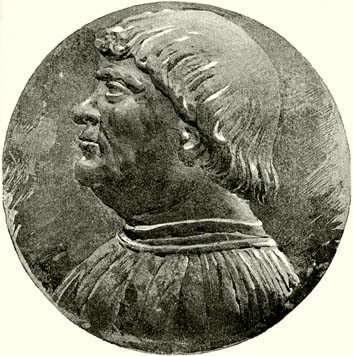
Bakócz Tamás esztergomi érsek

Ezen kívül a nemesek már nemcsak a megtermelt, hanem a vásárolt áruk szállításakor sem voltak illeték fizetésére kötelezhetőek. 1504-ben kisnemesekből kinevezett szolgabírók hatáskörébe utalták a jobbágyok költözködési jogának elbírálását; a parasztjaik szabad költözködését megakadályozó nemesek büntetését már korábban jelentősen enyhítették. A további rendelkezések között szerepelt még a parasztok vadászati jogának visszavonása és a mezővárosok jogainak csökkentése azért, hogy a parasztok ne akarjanak odaköltözni.
A kor negatív fejleménye volt, hogy a Fuggereknek sikerült megkaparintaniuk a szepességi arany- és az erdélyi aranybányák monopóliumát. A később bekövetkezett német parasztháború előtti helyzethez hasonlóan, a Fuggerek Magyarországon is katasztrofális gazdasági helyzetet idéztek elő.
1512-ben I. Szelim lett az Oszmán Birodalom szultánja. Ugyanebben az évben a törökök elfoglalták a szreberniki bánságot, amit a magyaroknak nem sikerül visszaszerezniük. A további török sikerek hatására X. Leó pápa 1513-ban keresztes hadjáratot hirdetett a törökök ellen, melybe be akarta vonni Svédországot, Dánia–Norvégiát, a Cseh Királyságot, az orosz fejedelemségeket, a Német Lovagrendet, a Lengyel–Litván Uniót, Havasalföldet és a Raguzai Köztársaságot. A had szervezésével Bakócz Tamás esztergomi érseket és szentszéki követet bízta meg. Bár a nemesség tiltakozott az időszerűtlenség és a rossz szervezettség miatt, Bakócz mégis elérte, hogy 1514. április 9-én kihirdessék a pápai bullát.
A támadásra jó alkalom kínálkozott, mert I. Szelim birodalma a keleti széleken háborúba keveredett Perzsiával. A parasztháború befejezte után, alig több mint egy hónappal megvívott csaldoráni ütközetben az oszmánok döntő vereséget mértek a perzsákra.

## A parasztháború

### A hadsereg felállítása

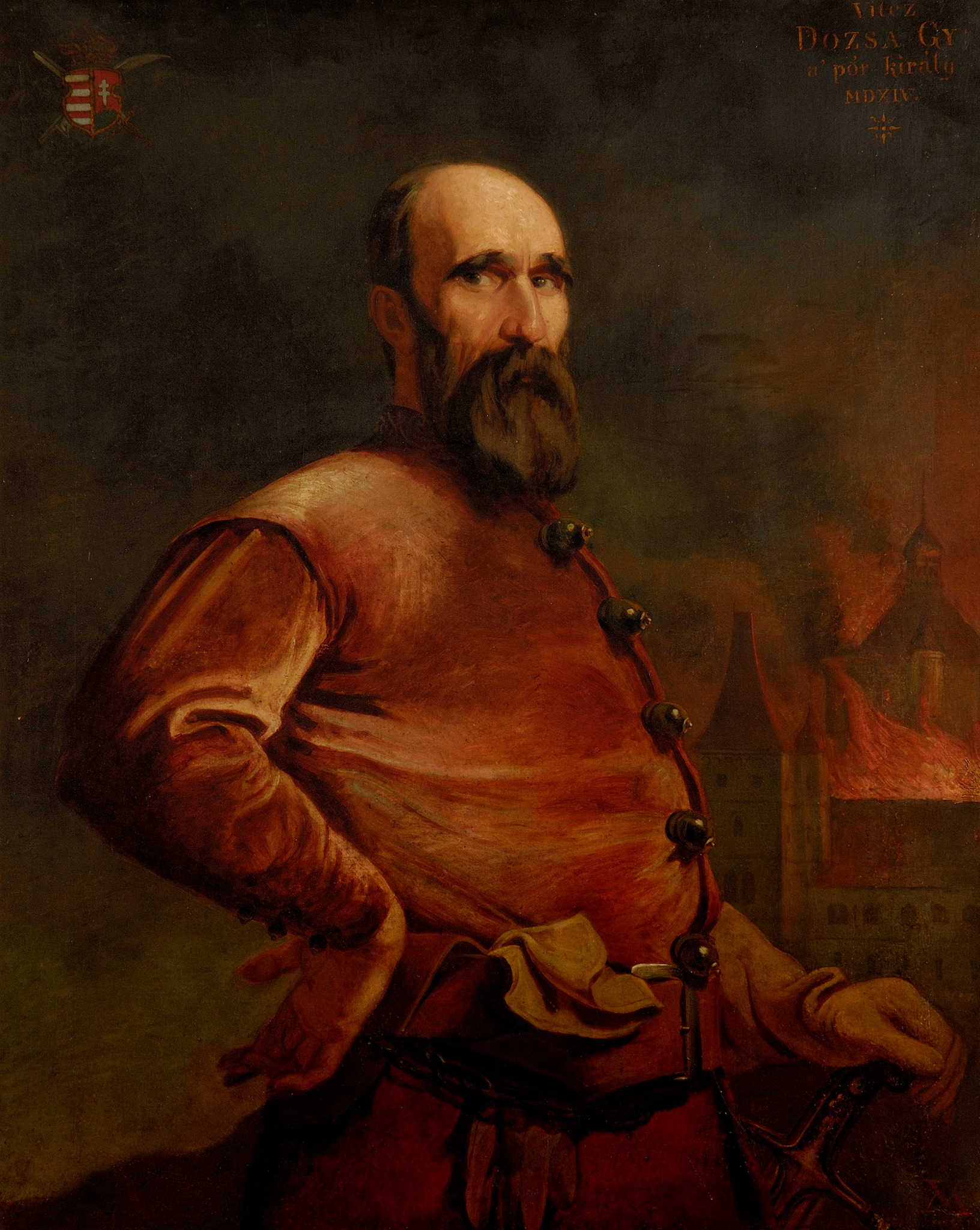
Dózsa György

Bakócz Tamás minden egyházmegyében helynököket nevezett ki a kereszteshad szervezésére. A hadsereg fővezérének kiválasztása nehéz feladat volt. Olyan férfira volt ugyanis szükség, aki a harc terén már sikereket ért el, és képes a tömegekben bizalmat, ragaszkodást, lelkesedést kelteni, valamint fegyelmezni azt. Úgy látszott, hogy a legalkalmasabb egyént találta meg Bakócz, mikor választása Dózsa Györgyre a háromszéki dálnoki lófőcsaládból származó, székely hadnagyra esett, aki egy török kapitánnyal vívott győztes párbajával dicsőségre és népszerűségre tett szert, szerény köznemes származásánál fogva pedig közel állt azokhoz, akiket vezetnie kellett. A toborozottak többsége az akkori dél-magyarországi területekről, a Délvidékről jött, de a Tiszántúlról, a Dunántúlról, a Felvidékről és Erdélyből is szép számmal képviselték magukat. A kereszteshadsereg tagjai közé a jobbágyok mellett a fekete sereg megmaradt zsoldosait, szökött jobbágyokat, munka nélküli marhahajcsárokat, elbocsátott katonákat, illetve papokat, szerzeteseket és kisnemeseket is toboroztak.
A sereg nem kizárólag csak magyar nemzetiségű parasztokból állt. A sereg egy hányadát, nagyjából 40%-át felvidéki szlovákok, Erdélyből jött románok, valamint délvidéki szerbek és ruszinok alkották, mellettük még állhattak németek is, de ez utóbbiak igen kis számban lehettek. Egyébként Dózsa első győzelmeit követően az ország legtöbb helyén paraszti zavargásokra került sor, amelyben a más nemzetiségű földművesek, így szlovákok, németek, horvátok, szlovénok, vagy szerbek is részt vettek. A nemesek serege sem volt nemzetiségileg azonos, mert számos német zsoldost fogadtak föl, továbbá a végvári katonaság is részt vett a harcokban, melynek egy része szerbekből állt, noha ezek is sok esetben a délvidéki szerb parasztok soraiból került ki.

### Az összecsapások kezdete és okai
Május közepére az országban mintegy 40 000 fős paraszti had gyűlt össze, a nemesség pedig egyre növekvő aggodalommal figyelte a parasztok gyülekezését. Sőt, mivel éppen a legsürgősebb mezei munkák idején vesztették el a munkás kezeket, jobbágyaikat erőszakos módon megakadályozták abban, hogy távozhassanak. Ennek híre a keresztesek táborában nagy ingerültséget keltett.
A gyülekező keresztesek elhelyezésére, élelmezésére és szervezésére egyébként sem történtek meg a kellő intézkedések, ami kihágásokhoz és zavargásokhoz vezetett, melyek, miután büntetlenül maradtak, mind nagyobb arányokat öltöttek. A nemesek udvarházai, urak kastélyai, vásárokra utazó kereskedők ellen intézett támadások egyre gyakoribbá váltak. Ekkor Bakócz a parasztok és a nemesek Mezőtúron történt összecsapásainak hírére leállította a toborzást, majd később a hadjárat folytatását is, azonban Székely Dózsa György, valamint testvére Dózsa Gergely és több ferencesrendi szerzetes, élükön Lőrinc pappal a sereg másik vezetőjével, nem engedelmeskedtek az újabb felhívásnak, és törökbarát árulóknak minősítették a nemeseket és a királyt, megtörésüket a keresztes hadjárat győzelme előfeltételének tekintették. Dózsa azonban még mindig ragaszkodott az eredeti elképzeléshez, és a törökök ellen akart indulni. Azt tervezte, hogy egyesíti seregét Szapolyai János erdélyi vajda seregével, és együtt támadják meg az oszmán előőrsöket.

## A felkelés kitörése

### Apátfalvai vérengzés

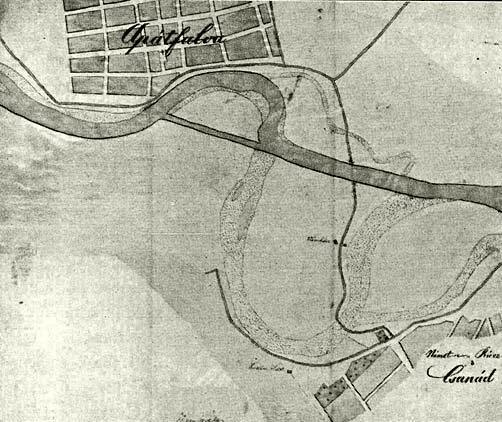
Apátfalva és környéke

Dózsa György seregével a Körös-közből hamarosan a Maros-köz felé vette az irányt, mert hírét vette, hogy a szomszéd vármegyék alispánjainak felhívására Csanád környékén a nemesség nagyobb hadsereg összevonását tervezi, amely könnyen veszélyessé válhatott számára. Gyuláról tehát Balogh Istvánt már május 23-án előre küldte, hogy valahol Csanád vidékén Apátfalvánál gázlót keressen a Maroson.
Azonban Báthory István temesvári ispán és Csáky Miklós csanádi püspök vezetése alatt álló nemesek Apátfalva mellett rajtaütöttek Dózsa seregének előőrsén, és a körülbelül egy óra hosszat tartó csatában súlyos csapást mértek a menekülő parasztokra. Báthory István, Csáky Miklós püspök, Ravazdy Péter, Jaksics Péter, Szokolyi és más nemesek a diadal után Nagylakra vonultak, és az ottani kastélyban szálltak meg.

### Nagylaki csata

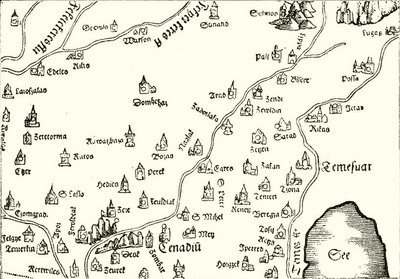
Csanád és környéke, 1528

Dózsa eközben Gyula felől már szintén a csatatér közelébe ért, magához csatolta a vert sereg maradványait és május 24-én hajnalban válaszul az előző napi vérengzésre a paraszti hadak rágyújtják a nagylaki kastélyt a diadalukat ünneplő nemesekre. Ezután összecsapnak a Nagylak és Csanád közt fekvő síkon a nemesi és keresztes seregek. A sikeresen megmenekülő Báthori István vezetésével harcoló nemesi sereg gyalogságát kezdetben megzavarta Dózsának gyors rohamban támadó lovassága, és a kaszával harcoló parasztok zavart okoztak az ellenség soraiban.
A győzelem már-már a parasztok részére látszott eldőlni, amikor Báthori ágyúi segítségével menekülésre kényszerítette a parasztokat, ami ellentámadásba ment át, amikor a harcban idáig még részt nem vett utóhadtól támogatva az üldözőkre csaptak. Csáky Miklós Csanád felé menekült, de Dózsa Csanád városának szélét felégette, magát a várost pedig elfoglalta. Csáky Miklóst a várból való menekülése során elfogták, és néhány főúrral együtt karóba húztak. Jobban kedvezett a sors Báthorinak, aki el tudott menekülni.

### A nemesek kivégzése

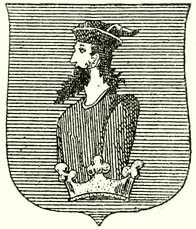
Csáky címer

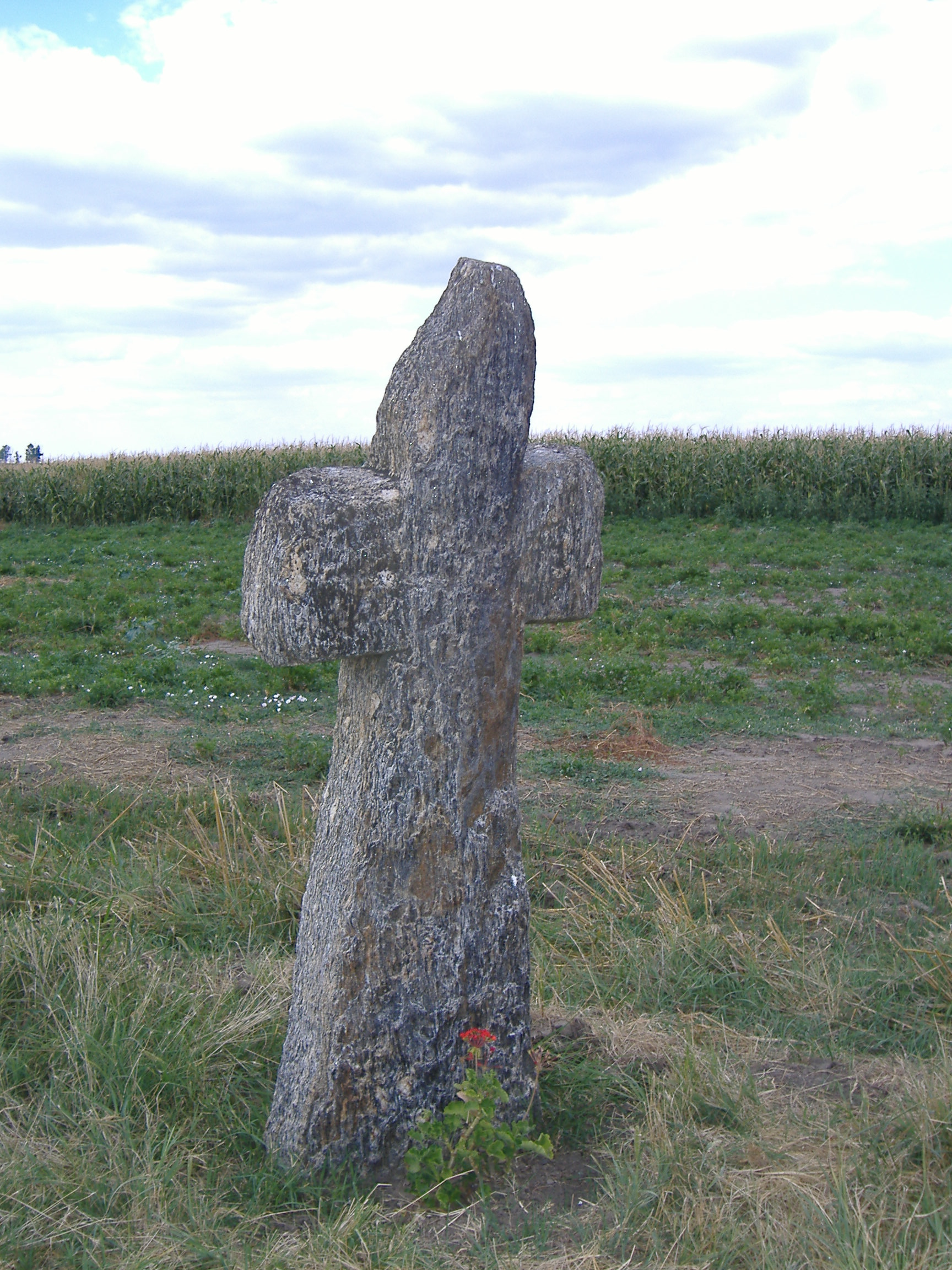
A belezi „Kunkereszt”, Magyarcsanád külterületén, azt a helyet jelöli, ahol karóba húzták Csáky Miklós csanádi püspököt

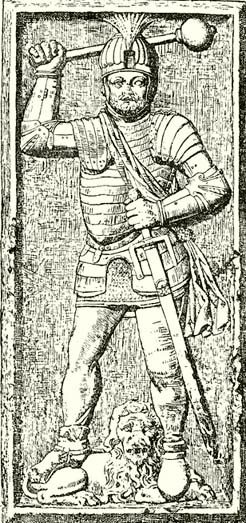
Telegdy István kincstartó síremléke

A nagylaki csatában Csáky Miklós püspök, Ravazdy Péter alispán, Nagylucsei Dóczy György, Torpay Miklós, kápolnai Orros András és más nemesek a fölkelők kezébe estek, Telegdy István kincstartóval együtt, akiket néhány környékbeli földesúrral egyetemben karóba húztak. Ravazdy Péter alispánt saját jobbágya, Kis Gergely hurcolta a vesztőhelyre a régebbi sérelmekért, zaklatásokért. Dózsa – úgy látszik – ekkor már értesült arról, hogy Budán a Túrnál (Mezőtúr) elfogott kereszteseket milyen kegyetlenül végezték ki. Ő tehát tulajdonképpen megtorlást gyakorolt az urakkal szemben; a püspököt azonban személyesen is gyűlölte, mert kevéssel azelőtt ellenezte megjutalmazását és kitüntetését.
A legnagyobb felháborodást azonban az országszerte ismert és elismert Telegdy István kincstartó kivégzése okozta. A nádorispán után őt tartották a legnevezetesebb embernek.

## Budai tanácskozás

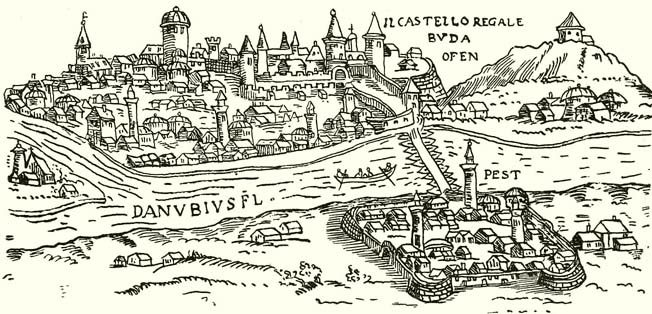
Buda és Pest 16. században

Mikor mindenfelől híre érkezett, hogy a földművesek lángba borították az országot, a földesurak azon voltak, hogy jobbágyaik erőszakoskodásaival szemben mindenképpen megvédelmezzék magukat. Maga az udvar eleinte inkább szépszerével akarta szétoszlatni a felkelőket, amikor azonban a paraszti hadak nem engedelmeskednek sem a május 21–22-én Bakócz Tamás által írt, sem a május 24-én II. Ulászló által küldött, a kereszteshadjárat befejezésére felszólító leveleknek, és bekövetkezett az apátfalvai vérengzés, a király tettre határozta el magát.

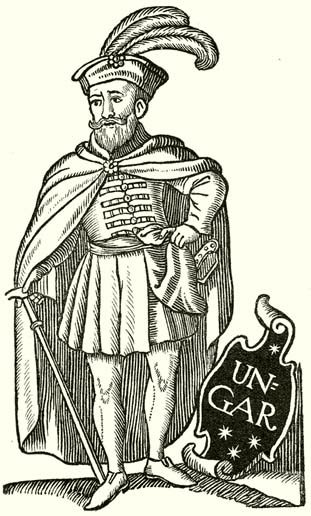
Magyar nemes a 16. századból

A király a főpapokat, bárókat, nemeseket és előkelő urakat május végére tanácskozni hívta Budára. A tanácskozások május 29-én kezdődtek. Az ülést a király beszéddel nyitotta meg, amelyben a nemességet felszólította, hogy védelmezze meg a trónt és a fegyverben álló hazát. Felszólalt maga Bakócz érsek is, aki így akarta elejét venni a gyanúsítgatásoknak, hogy a felkelők pártján áll, keményen kikelt a parasztok ellen, „akik szörnyű rabszolga-háborúban akarják elveszteni a hazát”.

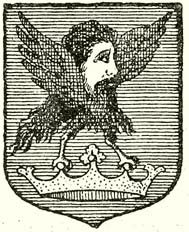
Perényi-címer

A nemesség ugyan nemigen bízott saját erejében, és a külföld segítségét is sürgette, mégis úgy döntöttek, hazai ellenállást szerveznek. A többség úgy vélekedett, hogy a haza védelmére Perényi Imre nádornak a szokottnál nagyobb, majdnem diktátori hatalmat kellene adni. Mások úgy gondolkodtak, hogy mivel Dózsa György seregét a Maros völgyén fölfelé a maga szülőhazájába, Erdélybe vezeti, a vezérletet inkább Erdély vajdájára s a székelyek ispánjára, Szapolyai János szepesi vajdára kellene bízni. A vajda még csak huszonhét éves volt, tíz esztendő óta a nemzeti párt jelöltje, a köznemesség reménysége és úgy nézett ki, hogy a köznemesség legszívesebben az ő zászlaja alá sorakozna fel s lengyel rokonsága talán a külföldi segítséget is könnyebben biztosítaná. Báthory István, Bornemissza János, Perényi Imre, Bebek János, Drágffy János csak mint hadtestparancsnokok s a gondjaikra bízott vidékek kapitányaiként jöttek szóba. Bornemissza János szerint, aki szintén felszólalt, azt nyilatkozta, hogy ő seregével kész rögtön megtámadni a Pest körül pusztító és „csavargó gazembereket”, ha a király és saját gyalog- s lovasnépéhez a nemesek, a budaiak s más városok is csatlakoznak. Végül úgy döntöttek, miszerint a lázadásokat helyileg kell kezelni, és Szapolyaira kell bízni a fősereg, Dózsa György leverését. A következő hetekben a nemesek egyre nagyobb számban toboroztak német zsoldosokat, akiket azután a felkelők ellen vetettek be.

## 1514. június eleji események
Dózsa György a nagylaki győzelem és az apátfalvi kivégzések után Arad felé küldte előre hadainak egy részét, amelyet a deréksereggel csakhamar ő maga is követett. Fő célja ezúttal a Maros utolsó szorosának és az annak védelmére épült Solymos és Lippa váraknak elfoglalása volt.

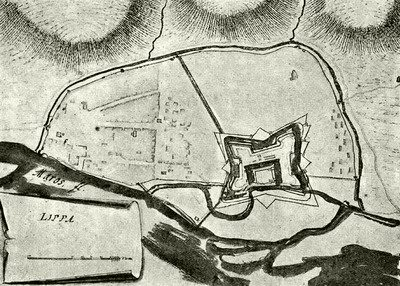
Lippa vára és a város

Lippán, Arad vármegye legnagyobb városában, volt az ország egyik pénzverőintézete és sókamrája, a Maros egyik legnevezetesebb révje és vámja; országos vásárjai miatt is a vidék kereskedelmének egyik legfőbb helye volt akkoriban.
Dózsa három részre osztja seregét, egy részének saját maga, másik részének testvére Gergely, a maradéknak pedig Lőrinc ferences szerzetes parancsol, a Marosnak mindkét partján megindította hadait Erdély felé.

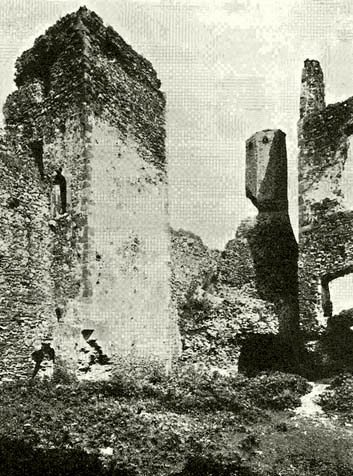
A solymosi vár

Földúlt minden nemesi kúriát és kastélyt, amelynek gazdája ellenállt, de nem ez volt a jellemző a Csála várát, Lippát és Aradot például erőszak nélkül sikerült elfoglalniuk. Világos várát, Báthory András és az általuk gyűlölt Báthoryak uradalmának fészkét, egy külön kiküldött csapat szintén bevette.
Egyedül Solymos vára állt ellen, Dózsa György első rohama kudarcot vallott. Ekkor a parasztvezér elhatározta, hogy „rendes ostrom” alá fogja Solymost. A Lippától 15 kilométerre álló derékhadtól azonnal több ágyút hozatott, s azokat nagy erőfeszítéssel még az éjszaka felállíttatta a Solymos vára melletti hegyen; sőt lövészárkokat is húzatott védelmükre. Másnap a vár némely épületét fölgyújtották, és a puskaporos tornyot is felrobbantották, de nagyobb rést nem tudtak ütni a falakon. Harmadnap, június tizedikén azonban a védők feladták a várat azzal a kikötéssel, hogy szabad elvonulást kapnak.

## A felkelők első igazi veszteségei

### A gubacsi csata
Dózsa György serege ellen addig semmit sem lehetett tenni, míg a főváros közelében, a gubacsi pusztán már majdnem két hónapja őrködő hadait szét nem verték. Ez a nagy feladat tolnai (vagy berzencei) Bornemissza Jánosra várt.
Bornemissza, ezer lovassal és számos gyalogossal, köztük németekkel kelt át a Dunán, június 21-én.

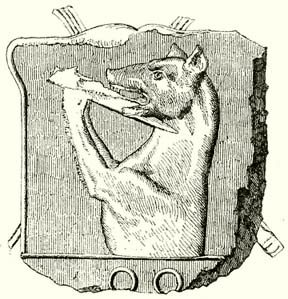
Tomori címere

Alvezérét, Tomori Pált, egy lovascsapattal óvatosan küldte előre délfelé, hogy a keresztesek apróbb táborait és hadállását kikémlelje. A paraszttábor Szentlőrinc és a gubacsi puszta között állt. A parasztok a helyi viszonyokból adódóan hamar felfedezték a támadást, és csatarendbe sorakoztak. Bornemissza – hogy a vérfürdőt elkerülje – a parasztok vezetője, Száleresi Ambrus elé híradókat, követeket küldött, és a király nevében kegyelmet ígért nekik, ha fegyvereiket leteszik, a királynak hűséget fogadnak és foglalkozásukhoz visszatérnek. Sokan letették a fegyvert, de 5000 ember – legtöbbjük hajdú – a harc mellett döntött. Ekkor Bornemissza néhány ágyút süttetett el rájuk és szekértáborukra. Tomori lovassága dob- és trombitaszóval támadta meg őket. Bornemissza maga a nehéz lovassággal és a gyalogsággal indult nyomukba. A hajdúk rövid küzdelem után kénytelenek voltak meghátrálni; kivált a gyalogság szenvedett jelentős veszteséget. A királyiak szekérsánccal körülvett táborukat is elfoglalták, és lerombolták.

### A debrői és egervölgyi csaták
A keresztesek idáig Pásztónál és Gubacsnál szenvedtek nagyobb veszteségeket. Heves vármegyében, a parasztok hevesi és várkonyi táborában bízva mindamellett június második felében is mozogtak, szervezkedtek. A gubacsi csata napján, tehát június 21-én, Hevesről a lázadó parasztok a Csörsz árkán keresztül Eger ostromára készültek, miközben a nemesek pedig a Hatvan–Gyöngyös–Verpelét úton nyomultak előre, Debrő (a mai Feldebrő) táján találkoztak egymással a csapatok, ahol kis hegycsúcson váracska védelmezte a falut.
Drágffy János szétverte azt a 7000 keresztest, akik Debrő várát ostromolták.
A debrői csata abban különbözik a július elején Egertől délre, valahol Maklár környékén vívott csatától, hogy a nemesség helyett uradalmi csapatok támadtak, s a fő- vagy alispán helyett az itáliai Gian Bonzagno de Reggio vezette a püspöknek mintegy 300 főnyi fizetett hadát, melyhez azonban kétségtelenül nemesek is csatlakoztak.
A parasztok ék alakban rohantak rájuk, de Bonzagno a keresztesek gyalogságát mind egy szálig szétszórta, lekaszabolta. Két hét alatt tehát az urak két ízben győzték le Hevesben a kereszteseket.

## Országos események 1514. május–június

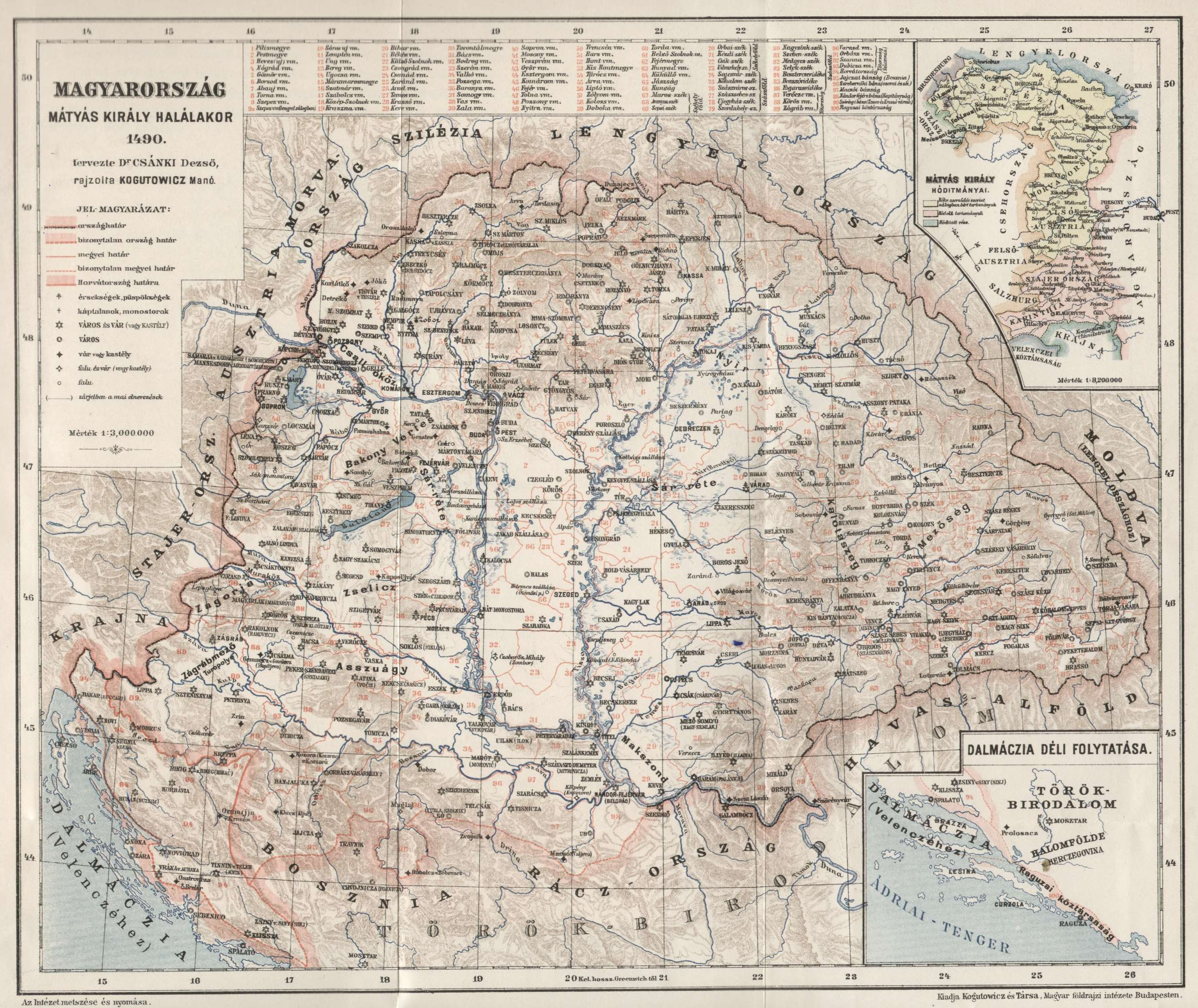
Magyarország Mátyás halálakor

Amíg Dózsa serege június során minden várat bevett a Maros mentén Gyula és Temesvár kivételével, a király és a bárók az északi parasztlázadások felszámolásával voltak elfoglalva, mivel június során szinte az egész ország lángokban állt és a budai tanácskozás szerint ezeket a lázadásokat helyileg kellett kezelni.

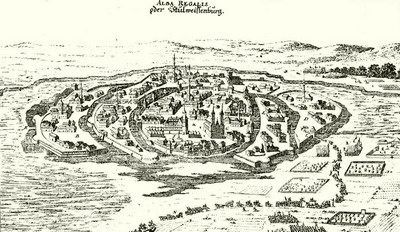
Fehérvár a 16. században

A felvidék Ung vármegyétől Erdélyig terjedő keleti részében a nemesség maga sem zárkózott el a parasztok törekvései elől. Errefelé főleg ruszin parasztok keltek föl, mellettük néhány román is volt. Sok volt közöttük az egytelkes, bocskoros nemes, és a zsellér, a jobbágytelken élő nemes; mindezek pedig a jobbágyokhoz hasonlóan csak nagyon nehezen tudtak megélni földjük sovány jövedelméből, így ők is csatlakoztak a mozgalomhoz. Bereg vármegyében, Halábory János birtokos nemesember állott Dózsa György mellé. A szomszédos Ugocsa vármegyét a forradalom egészen hatalmába kerítette. Itt olyan ősi nemesek álltak a mozgalom élén, mint a Vethésyek, Gyakfalvyak és talán a Sásvári Weresek. Eszerint a Tisza jobb partján Sásvár, a Tisza bal partján pedig a Batár-patak mellett Batár és Gyakfalva, a mai Nevetlenfalu) volt a fölkelés középpontja.
A fölkelés Fejér vármegyét és a Dunántúl egyéb részeit sem kímélte meg. Fehérvár, Veszprém és a Bakony vidékén Sós Demeter rabolt és gyilkolta a nemességet. Felkelések voltak még az Aldunánál: Herkulesfürdő, Orsova és Szörénytornya környékén, amelyben elég sok szerb vett részt.
Torontál, Csanád és Temes vármegye vidékén szintén voltak elszigetelt harcok, fosztogatások, ahol a magyarok mellett szintén szerb parasztok is harcoltak. Torda vármegyében maguk a tordaiak csatlakoztak a fölkeléshez.
A fölkelők Toroszkó (ma Torockó) városát és a torockószentgyörgyi várat is elfoglalták. A város a vasiparnak egyik középpontja volt, tele kohókkal, vasverőkkel. A felkelők, a helység feldúlása után a várba is felhatoltak, a vár fedelét s éghető részeit felgyújtották, s a várat, a benne levő jobbágyok segítségével, megadásra kényszerítették.
Kolozs vármegyében a felkelők Kolozsvár körül gyülekeztek. Ez a város két évtized alatt most harmadszor mutatta meg, hogy együtt érez a néppel. Eleinte, úgy látszik, megkísérelték az ellenállást, de végül azért a 6-7 nemesért azonban, akinek családja Kolozsvárott keresett menedéket nem akarták feldúlatni városukat, azért egyezséget kötöttek a felkelőkkel.
Belső-Szolnokban a mozgalom középpontja maga Dés, a vármegye székhelye volt, mely Nagy János keresztes kapitányhoz csatlakozott. Az erdélyi megmozdulásokban számos román nemzetiségű paraszt is küzdött.

## A temesvári csata
Dózsa György Lippa alól nagyszámú seregével egyenesen Temesvár felé indult és a vár alá június 15-én érkezett meg. Hadtani tekintetben Temesvár Dél-Magyarországnak legjobban kiválasztott pontján épült; ott, ahol a Nagy- és Kis-Temes (a mai Béga) vize egybetorkollt és a mocsarak a várat és a várost majdnem hozzáférhetetlenné tették.

### Az ostrom
Június 15-én Dózsa György hadaival Temesvár új várától északnyugatra, a nagy ulicsi mezőségen ütött tábort. Dózsa másnap, június 16-án az ulicsi mezőségről a városhoz közelebb nyomult. A Temes (Béga) folyón hidat vert úgy, hogy egész seregével átkelhetett rajta a nagypalánkba és kerekes ágyúiból lövetni kezdte a kerített várost és a várat, melyet ettől a naptól fogva erősen ostromolt. Azért, hogy Dózsa minden oldalról a falakhoz férhessen, mindenekelőtt más mederbe kellett terelnie a Temes (Béga) vizét és lecsapolnia a várat körülvevő mocsarakat. Ez kisebb ellenállásba ütközött a, várból többször kirohantak a védők, de végül sikerült. Egyidejűleg, hogy az ostromlottak figyelmét megossza, még erősebben fogta az ostromot s nagyobb ágyúkat vonatott elő.

### Szapolyai János beavatkozása

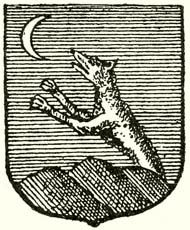
Szapolyai címere

Báthori István, mivel a királytól melléje rendelt dandárok nem érkeztek meg, sürgősen segítséget, a vár felmentését kérte, végső elkeseredésében arra is elszánta magát, hogy a király új főkapitányához, Szapolyai János erdélyi vajdához forduljon segítségért. Nem kis önmegtagadásába kerülhetett; mert egymásnak személyes ellenségei voltak.
Szapolyai megfelelt a várakozásnak. A lázadók kolozsvári és kolozsdobokai megyei lázadását másodrangúnak tekintve, figyelmét teljesen a felkelők dél-magyarországi főerejének elnyomására fordította. Politikai múltját, és jövőjét tagadta volna meg, ha nem segít a megszorult nemességen, amely szabadulását egyedül tőle várta. Szapolyai elhatározta magát a támadásra, saját költségén szerelte föl hadseregét; de előbb biztosítékot szerzett az iránt, hogy pénzét az ország visszatéríti.

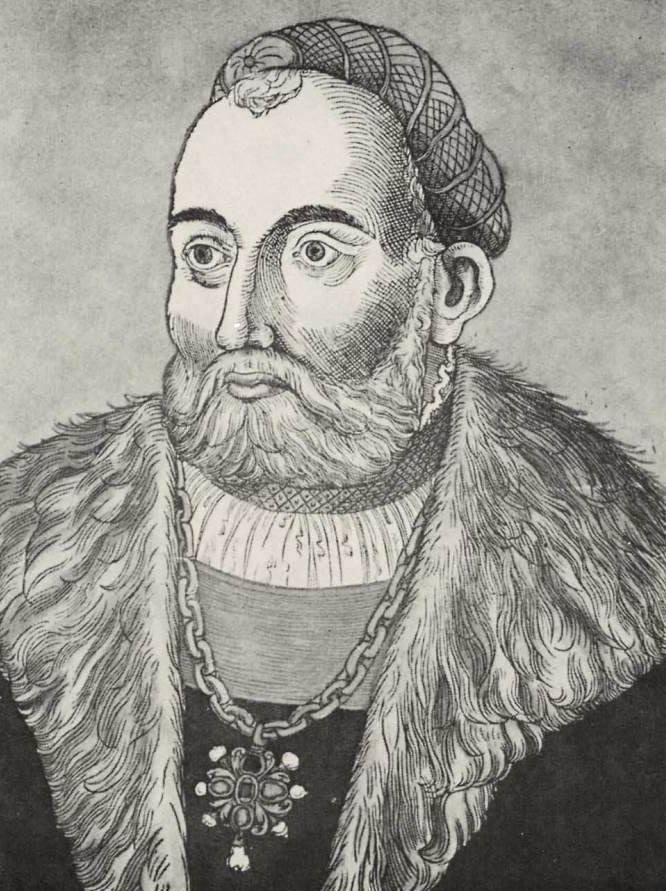
Szapolyai János

### Dózsa György és Szapolyai seregeinek összecsapása
Szapolyai János 1514. július 15-én érkezett felmentő seregével Temesvárra. Serege 20 000 főt számlált, túlnyomórészt könnyű lovas székelyekből s végvidéki lovasokból állt, utóbbiak részben szerb nemzetiségűek voltak, noha Dózsa seregében sok szerb is harcolt. Dózsa úgy állította föl körülbelül 40 000 főnyi seregét, hogy ő maga a középen, öccse, Dózsa Gergely a jobb-, Lőrinc pedig a balszárnyat vezette. Szapolyai viszont a seregét hosszú vonalban állította fel, hogy a középen és a szárnyakon egyszerre támadhasson. Ő maga a palotásokkal, székelyekkel s végvidéki lovasokkal a középen maradt, a jobbszárnyat a zalai alsólendvai Bánffy családból való alsólendvai Bánffy Jakabra bízta, a balt pedig, hol kipróbált katonái álltak, Kismarjay Lukácsra. Kitört a harc, amelyben a parasztok sokkal kitartóbbaknak mutatkoztak, mint várni lehetett.
A küzdelem sorsa a középen dőlt el. A jobban felfegyverzett és gyakorlottabb palotások és a székely könnyű lovasok a lovas végvidékiekkel együtt oly erővel támadtak, hogy, bár Báthory a várból egyidejűleg való kitöréssel nem támogatta, a keresztesek csapatai mind nagyobb veszteségeket szenvedtek, s lassanként hátrálni kezdtek. A vajda rokona, a katonai pályájának még csak kezdetén álló Petrovics Péter észrevéve Dózsát, sebesen vágtatva tört felé. A vajda parancsának megfelelően, Dózsa György életét kímélve foglyul ejtette. Csaknem egyidejűleg került fogságba a jobbszárny vezére, Dózsa Gergely is. A vezető nélkül maradt sereg, természetesen, hamar megzavarodott. A harc vad mészárlássá alakult át. A vérszemet kapott nemesség senkinek sem kegyelmezett. A kudarc elsősorban Dózsa György végzetes mulasztásával indokolható, ugyanis nem számolt Szapolyai János mintegy 20 000 főt számláló seregével.

## A felkelés teljes összeomlása
A temesvári ostrommal egyidőben összeomlott Lőrinc pap erdélyi offenzívája. 1514. július végén Bihar városának ostromakor a Tomori Pállal vívott csatában serege megsemmisült, Lőrinc pap is fogságba esett, és mint a felkelés vezetője, máglyán végezte. Az 1514-es magyar parasztháború ezzel a csatával ért véget. Dózsával azonban a nemesség példát akart statuálni, hogy a parasztoknak egy életre elmenjen a kedvük a megmozdulásoktól.

## A parasztháború megtorlása és következményei

### A megtorlás

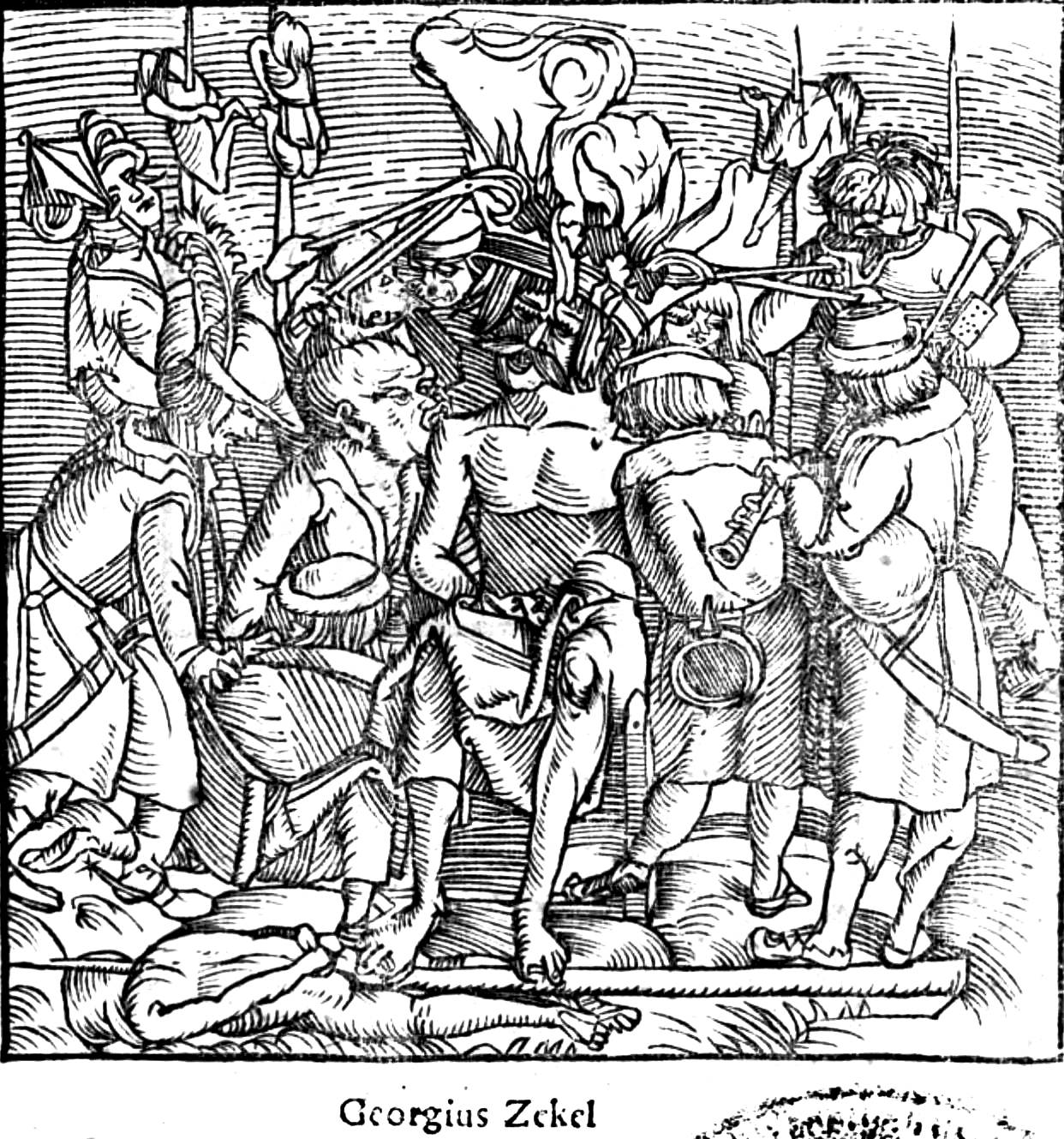
Dózsa György kivégzése (több korabeli forrás „Székely György” vagy „Georgius Zekel” névvel illette a parasztvezért)

A Dózsa György-féle parasztháború megtorlása nem volt nagyon véres, mert a nemességnek is érdeke volt a termelőerők megtartása, így csak a fővezéreket végezték ki. Dózsát korabeli írások szerint a következő módon végezték ki: „Először is tüzes vassal megkoronázták, aztán még élve, meztelenül, lábainál fogva megkötözve saját katonái, akiket közönségesen hajdúknak neveznek, s akiknek cselekedetei annyi sok szörnyűséget hoztak…, fogaikkal széttépték és felfalták.” Ezután a testet négyfelé vágták és bitófára függesztették. 1514 októberében az országgyűlés néhány jobbágyokat sújtó törvényt hozott a parasztháború következményeképpen. Az országgyűlés az események hatására megszüntette a Magyar Királyságon belül a jobbágyság szabad (liber) státuszát, amely addig lehetővé tette a jobbágyoknak azt, hogy ingóságaikkal együtt, a földbér és az aktuális egyéb tartozásainak lefizetése után oda költöztek az ország területén, ahova akartak. Az ország minden parasztját, kivéve azokat, akik a királyi városokban laktak, szabadságvesztéssel büntette, vagyis nem költözhettek szabadon. A jobbágy minden földjéért, melyet a nemes neki művelésre, birtoklásra átengedett, telkenként 52 nap robottal, 1 forint cenzussal, kilenceddel és pontosan meghatározható ajándékokkal (csirkével, disznóval, őzzel stb.) tartozott. Az intézkedés jó része nem ment át a gyakorlatba. Nem lehetett érvényt szerezni a röghöz kötést célzó törvénynek sem – amelynek fenntartása elsősorban a kisebb birtokosok érdeke volt –, hiszen a nagybirtok továbbra is szívesen fogadott átköltözőket, s azokat meg is tudta védeni. Épen maradt viszont a paraszti bérleti rendszer (főleg a szőlőművelésben), s a mezővárosok, ha lehet, még dinamikusabban fejlődtek 1514 után, mint azelőtt.
A nemesekre, akik a parasztlázadásban részt vettek, jószágvesztés büntetését vetették ki; egyúttal azt is meghatározták, hogy jószágaikat a király azoknak adományozza, kiknek atyját vagy testvéreit a parasztok kivégezték, és akik a királyt és az országot háborúban hűségesen szolgálták, vagy akik paraszti származásuk dacára a lázadásban uraik oldalán álltak. Végül az egyházi férfiakat, akik a parasztháborúban részt vettek, élethosszig tartó fogságra kárhoztatta a törvény.

### Következmények

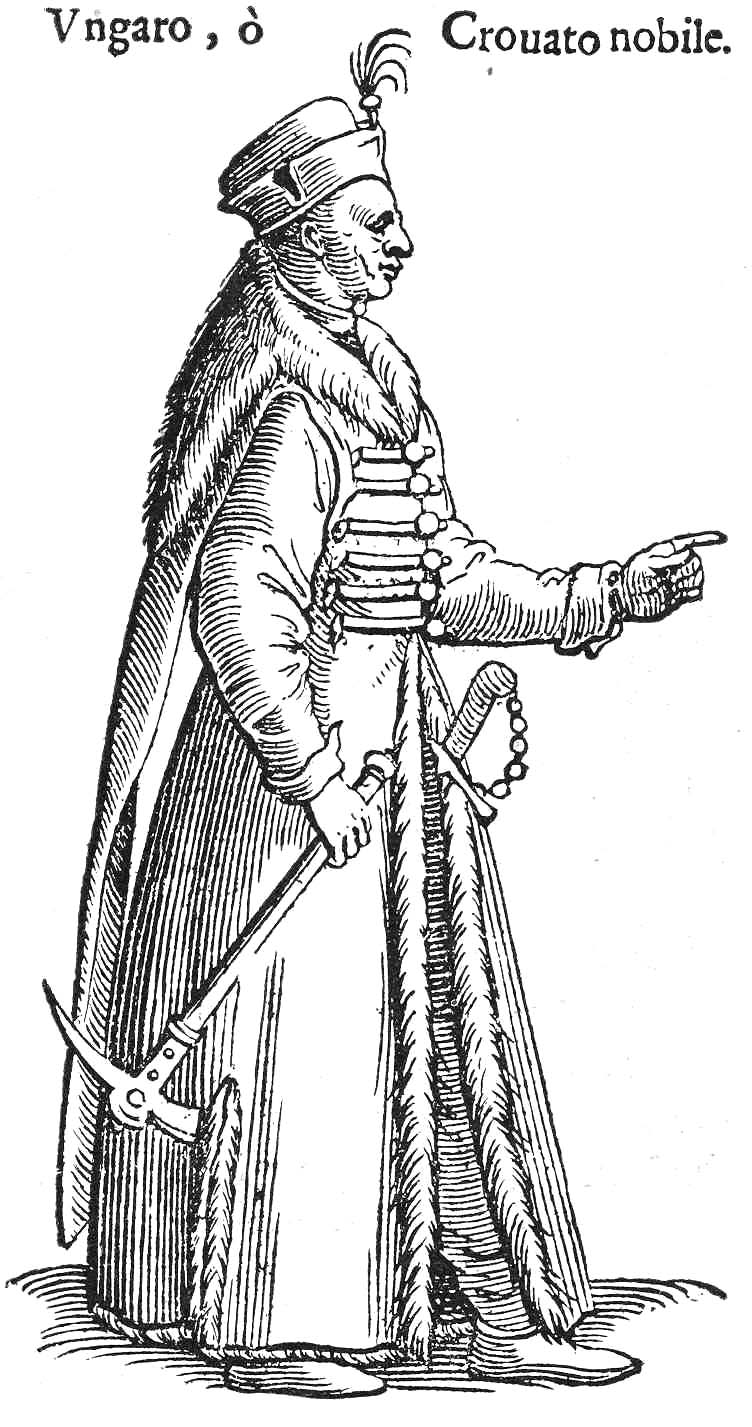
Magyar nemes a 16. században

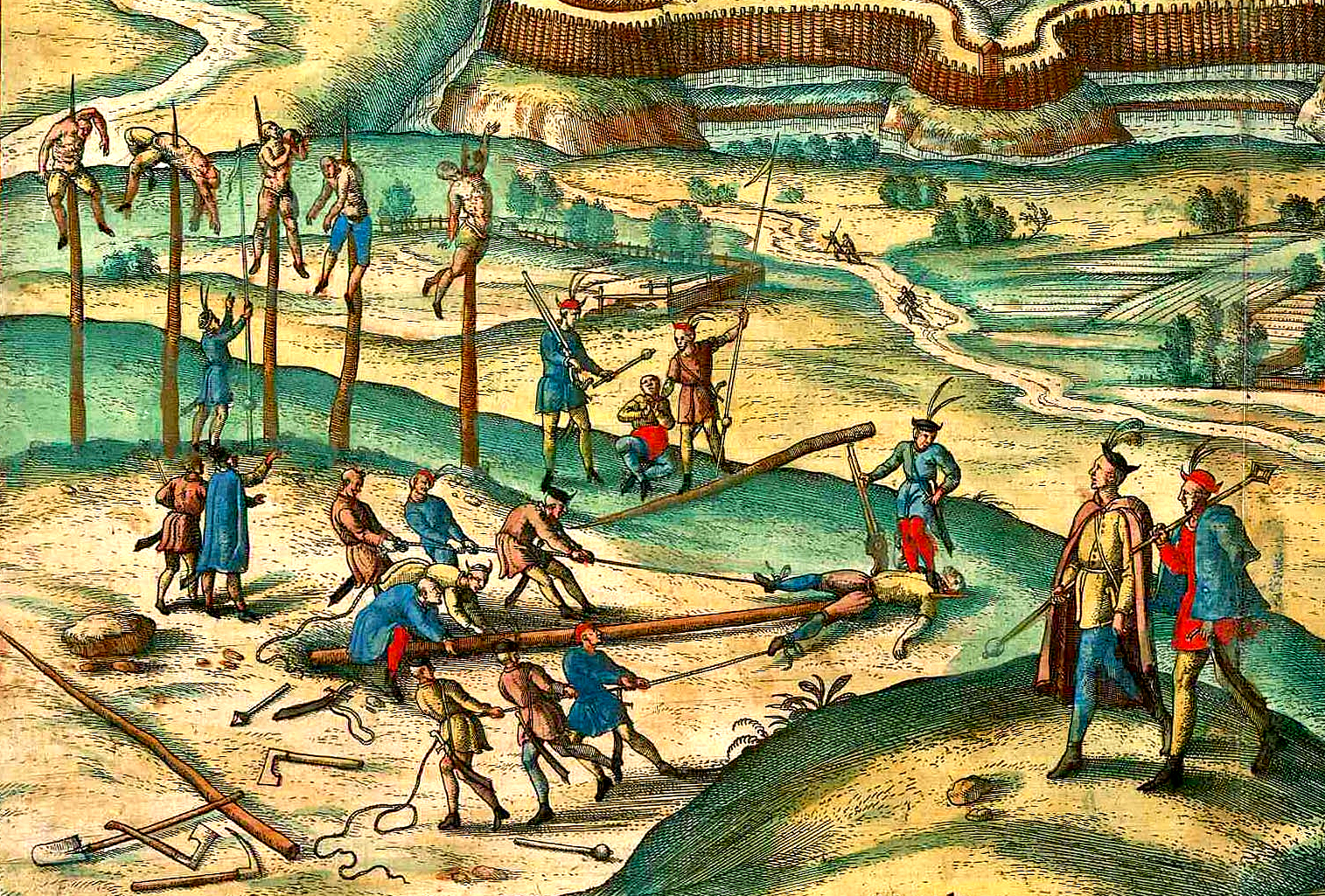
Karóbahúzás a Magyar Királyságban a 17. század elején

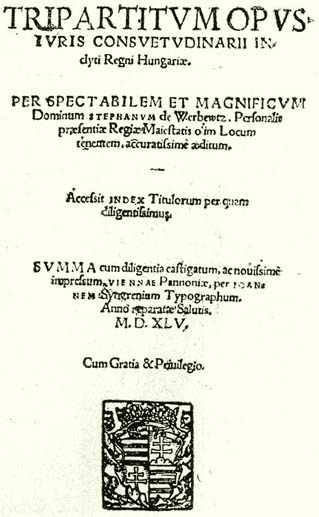
A Hármaskönyv címlapja (1545)

A felkelést követően megszületett az 1514. évi LX. törvénycikk megtiltotta a papoknak, tanulóknak, hajdúknak és parasztoknak a fegyverviselést, némelyüknek kasztrálás, lefejezés, illetve a jobb kéz amputációjának terhe mellett.
Az úgynevezett boszorkánytörvényeket (véres törvények) a következő évtizedekben többször módosították, hol az alávetettek javára, hol kárára. A fent említett törvények cikkelyei belekerültek a Werbőczy István-féle Hármaskönyvbe (Tripartitum) is, amelyet 1517-ben adtak ki és hosszú időre a nemesi jogok alaptörvénye lett, és amely 1848 áprilisáig, majd azután a Habsburgok jobbágypátenséig alapvetően meghatározta az agrártermelést és ennek jogi, emberi feltételeit.
Legfontosabb következménye az volt, hogy az ország a parasztháború után nem reformálódott, hanem megmerevedett, továbbra is rosszul kormányzott ország maradt, amelynek egyre kevésbé van lehetősége a török megállítására.
A parasztháború és a török elleni háború lezárása után sem köszöntött béke a háború sújtotta területekre, különösen az Alföld vidékére. A mohácsi csata után a Délvidéken felkelés tört ki a magyar urak ellen, amelyet Cserni Jován és a határvédelemre letelepített szerbek indítottak. Ezt a felkelést is leverték, de legalább akkora pusztítással járt, mint a törökdúlás. Ezt a felkelést az utókor történetírása, még olykor napjainkban is a Dózsa-féle paraszti megmozduláshoz hasonlítja, ami már csak azért sem elfogadható, mert a felkelő szerbek többsége félkatonai egységekhez tartozott, amely bizonyos fokú kiváltságokkal bírt, azonkívül parasztfelkelőket is mozgósítottak ellenük, akik uraikkal (egykori ellenségeikkel) közösen folytatták a harcot, mert a szerbek velük szemben is kegyetlenkedtek.
1572-ben újabb hatalmas kiterjedésű felkelés kezdődött Horvátországban, amelynek vezetője Gubecz Máté volt. A felkelés átterjedt Krajna és Stájerország vidékeire is. Ez rendkívül hasonlított az 1514-es parasztháborúhoz, de Magyarországot nem érte el, viszont a felkelővezért itt is ugyanazokkal az eszközökkel végezték ki, mint Dózsa Györgyöt.

## A háború megítélése
A parasztháború megítélése nagyon sokat változott az évek során. A nemesi szemléletű történetírás hosszú évszázadokon át, még a 20. században is kizárólag a parasztok kegyetlen, féktelen bűneit hangsúlyozta (de nemcsak a Dózsa-féle megmozdulással, hanem bármelyik más parasztmozgalommal, mint Budai Nagy Antal felkelésével szemben is), sokszor elfogult és alaptalan vádakat hangoztattak. De akár kisebb parasztfelkeléseket is úgy minősítettek, hogy a parasztok nemtörődömségük és hűtlenségük miatt keltek fel uraik ellen. Az urak visszaéléseit elhallgatták, vagy pedig tagadták.
A létező szocializmus korának proletárközpontú, az osztályharcokat előtérbe helyező történelemszemlélete ezzel szemben a parasztok küzdelmeivel azonosult. A nagy számú, Magyarország egészére kiterjedő köztérelnevezés is ezt a célt szolgálta.
A középkori parasztfelkeléseknek a vagyoni egyenlőséget és a társadalmi intézmények feleslegességét hirdető eretnekmozgalmakkal és világvége-várásokkal való kapcsolatát mára igazolta a kutatás. Szűcs Jenő történész 1972-ben megjelent tanulmányában az 1514-es konfliktusok vallásos hátterét emelte ki. Szerinte a parasztháború ideológiájának egyik gyökere az a társadalombírálat lehetett, amelyet a ferences prédikátorok, közülük is elsősorban az obszerváns ferences szerzetes papok fejtettek ki. A fenti eszmeiség Temesvári Pelbárt és Laskai Osvát prédikációminta-gyűjteményeiben is megfogható.

## A parasztháború fontosabb eseményei kronológiai sorrendben
- 1514. április 9-én Bakócz Tamás esztergomi érsek Budán kihirdeti a pápai bullát.
- 1514. május eleje első összetűzések a nemességgel Mezőtúrnál.
- 1514. május 23-án első összecsapások a nemesi és a paraszti csapatok között Apátfalva mellett.
- 1514. május 24-én következő ütközet Nagylaknál.
- 1514. június során a Maros mentén sikerül elfoglalniuk több várat a parasztoknak (Arad, Csála, Zádorlak, Világos, Lippa).
- 1514. június 1-jén sereg pesti egysége leteszi a fegyvert.
- 1514. június 21-én testvére Gubacsnál – éppúgy, mint a belőle kivált kisebb sereg Hevesnél – vereséget szenved.
- 1514. június 13-án Dózsa György megkezdi Temesvár ostromát.
- 1514. július 15-én felmentő sereg érkezik Szapolyai János vezetésével, ez a sereg szétveri a parasztcsapatokat, erre azok leteszik a fegyvert.
- 1514. július végén Bihar ostromakor Lőrinc serege is megsemmisül.

## A parasztfelkelés ábrázolása a művészetekben

#### Film, televízió
- Ítélet (film, 1970)
- Dózsa György (tévéfilm, 1984)
- Dózsa György és a kannibál jobbágyok (Tömény történelem sorozat, paródia, 1. évad, 2016)

#### Dráma
- Hevesi Sándor: 1514 (Bp., 1921)
- Sárközi György: Dózsa (Bp., 1939)
- Illyés Gyula: Dózsa György (Szépirodalmi Könyvkiadó, Budapest, 1956) Illyés Gyula: Drámák (Digitális Irodalmi Akadémia, 2011)
- Székely János: Dózsa (1964)

#### Regény
- Eötvös József: Magyarország 1514-ben (1847)
- Szabó Pál: A nagy temető (1946)
- Gergely Sándor: Dózsa György 1-3. (1960)
- Nemeskürty István: Önfia vágta sebét (1975)
- Nógrádi Gábor: A mi Dózsánk (2014)

#### Költészet
- Taurinus István: Paraszti háború (1519)
- Petőfi Sándor: A nép nevében (1847)
- Ady Endre: Dózsa György unokája (1907), Dózsa György lakomáján (1908)
- Illyés Gyula: Dózsa György beszéde a ceglédi piacon (1931)
- Juhász Ferenc: A tékozló ország (1954)
- Bella István: Székely Dózsa György imája Archiválva 2007. szeptember 28-i dátummal a Wayback Machine-ben (1985)

#### Tanulmány
- Féja Géza: Dózsa György. Történelmi tanulmány (Mefhosz Könyvkiadó, Budapest, 1939)
- Hegedüs Géza: Így élt Dózsa György (Móra Ferenc Könyvkiadó, Budapest, 1972)
- Márki Sándor: Dósa György – 1470-1514
- Nemeskürty István: Mi magyarok (Dovin Művészeti Kft., Budapest, 1989) ISBN 9630265672
- Nemeskürty István: Önfia vágta sebét, első kötet: Krónika Dózsa György tetteiről (Magvető Könyvkiadó, Budapest, 1980) ISBN 9632711130[15]

#### Zene
- Erkel Ferenc – Jókai Mór – Szigligeti Ede: Dózsa György (opera, 1867)
- Flash Brothers: Dosza (elektronikus, 2010)[16]
- Dalriada: Dózsa rongyosa, és Úri toborzó (Áldás című album, 2015)
- Akela: Dózsa summája (heavy metal, 2016)

#### Táncjáték
- Novák Ferenc: Dózsa (1971)
- Honvéd Együttes (koreográfia: Zsuráfszky Zoltán): Dózsa – Tánckrónika Dózsa György tetteiről (2010)

#### Szobrászat
Dózsa Györgyről nem maradt fenn hiteles arckép, így a lenti műalkotások Dózsa-ábrázolásai is mind idealizáltak, az alkotók képzeletét tükrözik.
- Dózsa-szobor (bronz; 1957), Temesvár, Dózsa György park (Parcul Gheorghe Doja vagy Parcul Plevnei)
- Vetró Artúr: Dózsa-szobor (1961), Bukarest
- Kiss István: Dózsa György-emlékmű (haraszti mészkő; 1961), Budapest, I kerület, Dózsa György tér. Helyén eredetileg Ligeti Miklós első világháborús tüzéremlékműve állt, mely a II. világháborúban megsérült, maradványait 1945 után eltávolították.
- Dózsa György mellszobra (kő; 1960-70-es évek), Kalocsa, Asztrik tér 7. szám alatti iskola előtt állították fel 2001-ben, előtte a laktanya szoborparkjában állt.[18]
- Szervátiusz Tibor: Tüzes trónon (forrasztott-hegesztett vörösréz-vas; 1968-70), Magyar Nemzeti Galéria[19][20]
- Nagy Géza: Dózsa mellszobor (1972), Balassagyarmat, Dózsa György út 17. szám alatti iskola előkertjében.[21]
- Szabotki András: Dózsa György egész alakos szobra (bronz, 3,30 m; 1976), Dálnok, faluközpont. A terméskő piedesztált Anton Damboianu építész tervezte. Az emlékművet 1976. november 20-án avatták fel.[22]
- Kiss Kovács Gyula: Dózsa György szobra (1977), Dunaújváros, a Dózsa György út és a Bocskai utca sarkán.
- Dabóczi Mihály: Dózsa György-mellszobor (mészkő; 1979), Apátfalva, Hunyadi utca 22. szám alatti iskola előkertjében.[23]
- Lapis András: Dózsa György egész alakos szobra (bronz; 1981), Nagylak, Nyárfa sor 9. szám alatti művelődési ház melletti parkban.[24]
- Bobály Attila: Dózsa György toborzói (1987), Pásztó, Nagymező u. 36. szám alatti iskola udvarán.[25]
- Miholcsa József: Dózsa György mellszobra (kő; 1999), Dálnok, a Dózsa panzió udvarán. A szobrot 2004 nyarán avatták fel.[26]

#### Egyéb képzőművészet
- Derkovits Gyula: fametszet-sorozat (1928)
- Horváth Endre: húszforintos bankjegy (1947)
- Bognár György: húszforintos érme (1982)
- Szász Endre: kettős porcelánpannó (1984), Budapest, M3 metróvonal Dózsa György úti megállója.